# Kaitlyn Ashley
Kaitlyn Ashley (Fort Lauderdale, 29 juni 1971) is een Amerikaans voormalig pornoactrice.

## Biografie
Kaitlyn Ashley werd als Kelly Hoffman in 1971 geboren in Fort Lauderdale, Florida als dochter van een Duitse vader en Italiaanse moeder. Ashley begon met het acteren in pornografische films in 1993 en stopte in 1997. In deze periode speelde ze in 369 films. In 1998 werkte ze mee onder haar eigen naam aan Louis Theroux's Weird Weekends. Ashley huwde in 1997 met pornoacteur Jay Ashley, van wie ze later scheidde.
Auteur Jacob Held beweerde dat Kaitlyn Ashley samen met Jill Kelly en Jenna Jameson tot de belangrijkste pornoactrices uit de jaren 1990 behoorde. In 2001 werd Ashley opgenomen in de AVN Hall of Fame.

## Prijzen
| Jaar | Prijs     | Categorie                       | Film                         |
| ---- | --------- | ------------------------------- | ---------------------------- |
| 1995 | AVN Award | Best Supporting Actress – Video | Shame                        |
| 1996 | AVN Award | Female Performer of the Year    | Female Performer of the Year |